# Lycée Hoche

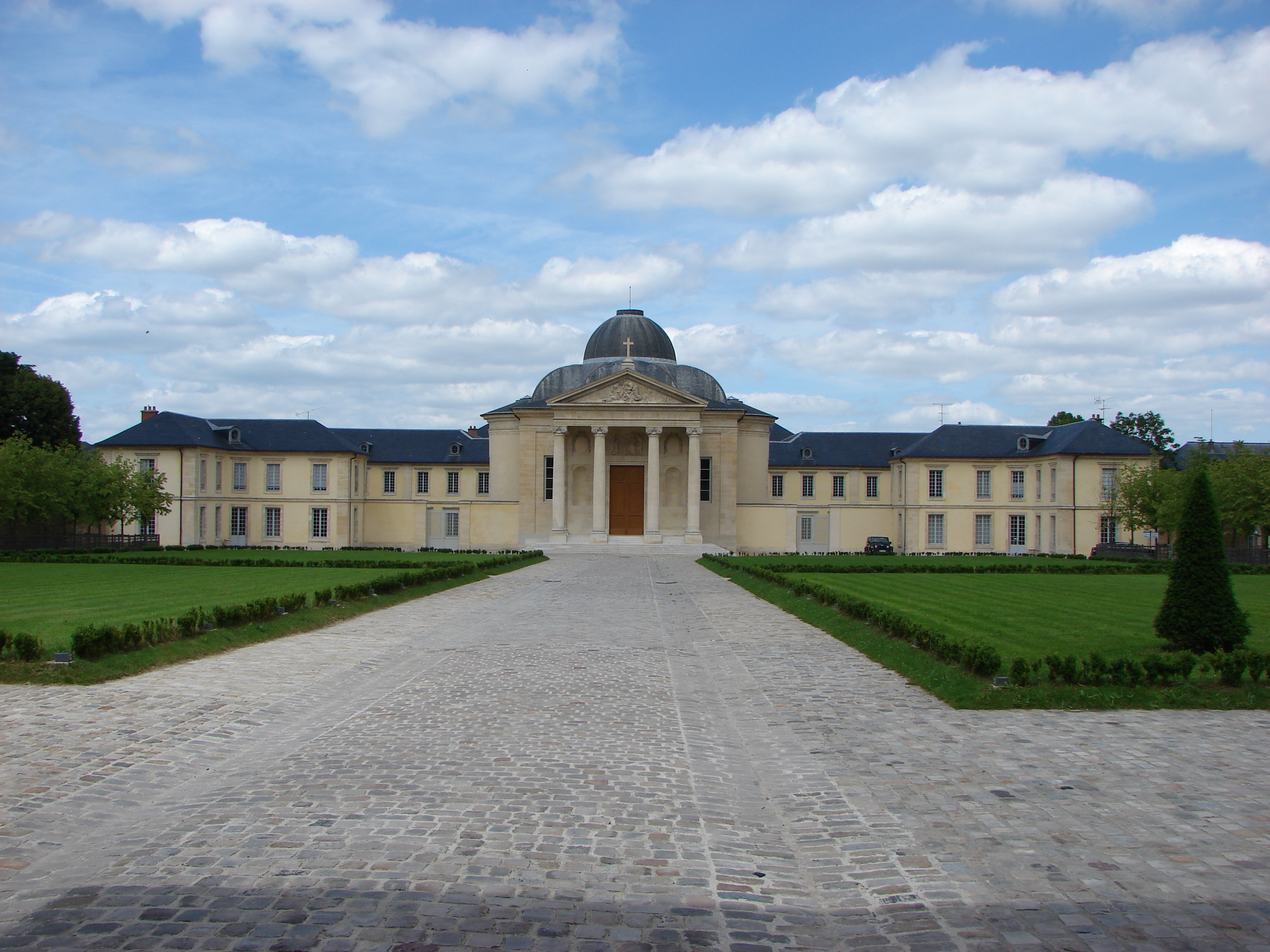
Lycée Hoche

Lycée Hoche jest francuską publiczną placówką szkolnictwa średniego i wyższego, zlokalizowaną pod adresem 73, avenue de Saint-Cloud w dzielnicy Notre-Dame de Wersal, w Yvelines. Gimnazjum napoleońskie powstało w 1803 roku, w 1888 roku zostało nazwane Lycée Hoche w hołdzie Lazare Hoche, francuskiemu generałowi urodzonemu w Wersalu.
Kaplica jest wpisana na listę zabytków od 1926 roku, pozostałe budynki klasztorne są wpisane na listę zabytków od 1969 roku. Obecnym dyrektorem jest Guy Seguin.
Jest ceniony za doskonałe wyniki w maturze i egzaminach wstępnych do Grandes Ecoles, w szczególności naukowych (Ecole Normale Supérieure, Polytechnique, Mines de Paris, CentraleSupélec, École des Ponts) i komercyjnych (HEC Paris).

## Znani absolwenci
- Claude Aveline, francuski pisarz, poeta, malarz i działacz ruchu oporu